# Sostre Cívic
Sostre Cívic és una entitat formada l'any 2004 dedicada al foment de l'habitatge cooperatiu en cessió d'ús que promou una alternativa d'accés i de tinença d'habitatge a Catalunya, i que garanteix el dret a l'habitatge a llarg termini per a sortir del «model de propietat privada com a règim majoritari de tinença». Amb la cessió d'ús, la titularitat de la propietat és col·lectiva i recau en l'entitat, i les persones sòcies tenen el dret de viure indefinidament en els habitatges cooperatius. L'any 2010 es constituí la cooperativa amb el mateix nom, la qual comptava el 2025 amb més de 1.500 sòcies, 17 projectes (6 en convivència) i més de 86 habitatges en ús, a més d'impulsar la creació de nous projectes tant amb tercers com amb ajuntaments.
L'objectiu de Sostre Cívic és aconseguir que el 10% de les cases a Catalunya siguin cooperatives. Amb el model de dret d'ús, la cooperativa manté la propietat col·lectiva sobre l'immoble i cada un dels membres adquireix el dret a l'ús de l'habitatge per un temps indefinit. Així, aquestes residents fan una aportació econòmica inicial que se'ls retorna quan decideixin deixar l'habitatge, i paguen una tarifa mensual similar com a lloguer. Les tarifes tenen relació directa amb els costos del projecte i no estan vinculades al mercat immobiliari. Els projectes individuals reben també finançament gràcies a préstecs de la banca ètica i fons de l'Institut Català de Finances.

## Història
El maig de 2021, l'Ajuntament de Barcelona va cedir un solar situat al barri de Sarrià a l'entitat Sostre Cívic, en el marc d'un conveni establert amb diverses organitzacions d'habitatge social i cooperatives d'habitatge, amb l'objectiu d'impulsar l'ampliació del parc d'habitatge públic protegit a la ciutat. En aquest emplaçament s'ubicà el primer projecte d'habitatge cooperatiu sènior de Barcelona, que alhora va ser el primer sobre sòl públic als Països Catalans: Can 70.
El 2025, Sostre Cívic va ser guardonada a Dublín amb l'European Responsible Housing Awards, el màxim reconeixement europeu d'habitatge social que atorguen conjuntament Housing Europe, la Comissió Europea i la Unió Internacional de Llogateres.